# Planetenparade vom 27. Februar 1953 v. Chr.

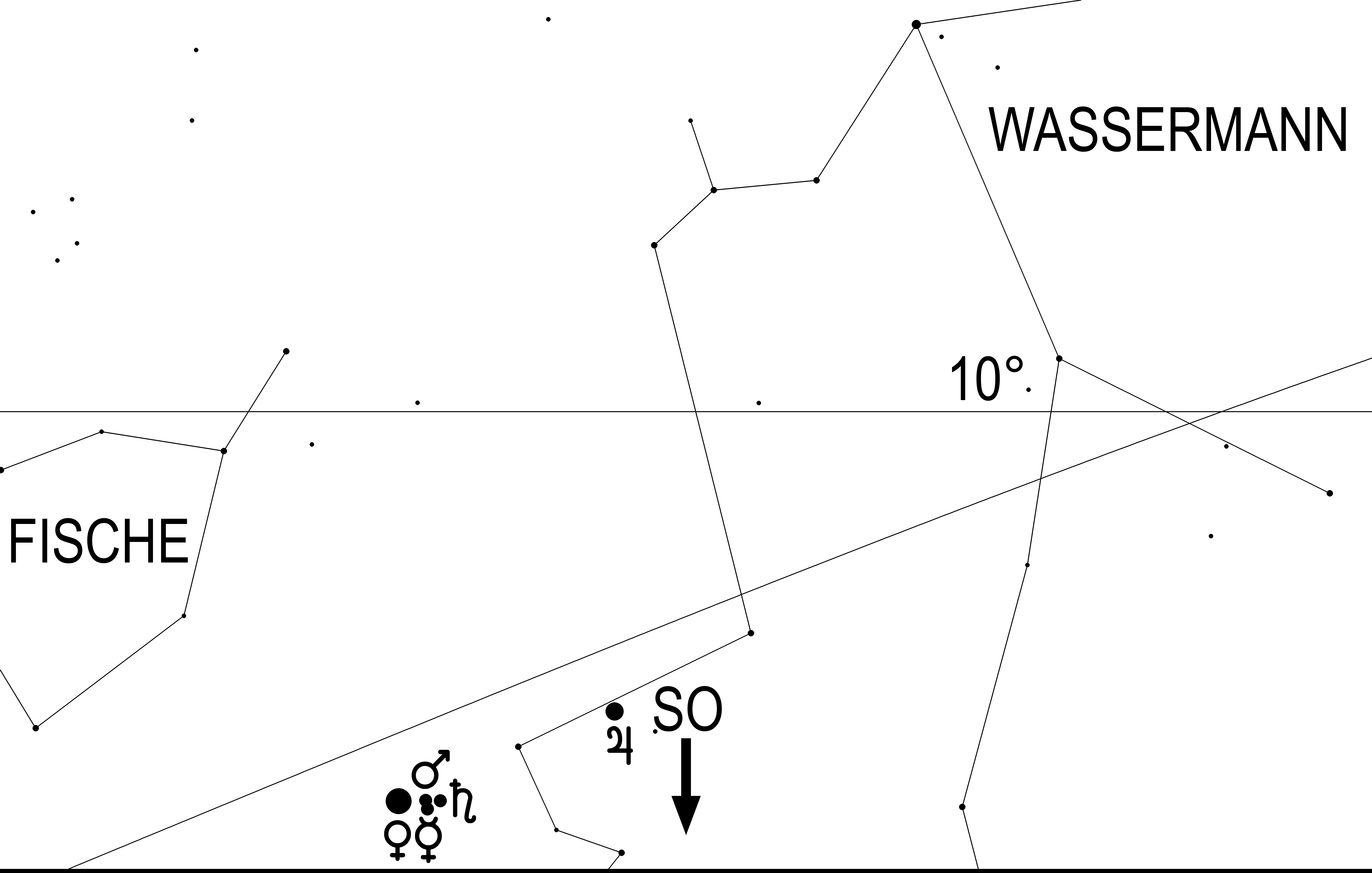
Ungewöhnlich enge Planetenparade vom 27. Februar 1953 v. Chr., vermutlich das engste Zusammentreffen aller fünf hellen Planeten in historischer Zeit

Die Planetenparade vom 27. Februar 1953 v. Chr. dürfte die größte scheinbare Annäherung aller fünf hellen Planeten in historischer Zeit gewesen sein. In den Morgenstunden des 27. Februars 1953 v. Chr. waren die Planeten Merkur, Mars und Saturn im Sternbild Wassermann – östlich von Psi Aquarii – in einem Gebiet mit einem Durchmesser von nur 8,72' zu finden und mit bloßem Auge kaum zu trennen. Venus stand in unmittelbarer Nähe dieses Tripletts und so waren an jenem Tag die vier Planeten Merkur, Venus, Mars und Saturn in einem Gebiet von nur 26,45' Durchmesser zu sehen. Dieses Areal ist kleiner als der Winkeldurchmesser des Mondes.
Unweit dieser Vierergruppe konnte Jupiter zwischen Psi Aquarii und Lambda Aquarii beobachtet werden, so dass an diesem Tag alle fünf hellen Planeten nur 4,33° auseinander standen.

## Beobachtbarkeit
Wegen der flachen Stellung der morgendlichen Ekliptik zum Horizont im Spätwinter konnten von dieser Konjunktion in mitteleuropäischen Breiten höchstens die Planeten Venus und Jupiter freiäugig gesehen werden, während man in südlicheren Breiten alle fünf Planeten sehen konnte.